# Cryptachaea
Cryptachaea är ett släkte av spindlar som beskrevs av Archer 1946. Cryptachaea ingår i familjen klotspindlar.
Släktet innehåller bara arten Cryptachaea riparia.